# Ewa Ambroziak
Ewa Ambroziak (ur. 9 listopada 1950 w Szczecinie, zm. 26 lipca 2023 w Elizabeth) – polska wioślarka, skifistka, olimpijka z Montrealu (1976), nauczycielka (wf), Mistrzyni Sportu, odznaczona medalami PZTW. 
Ukończyła Wyższą Szkołę Pedagogiczną. Należała do klubu sportowego SKS Czarni Szczecin, gdzie jej trenerem był Ryszard Kędzierski.
Wyemigrowała do Stanów Zjednoczonych.

## Osiągnięcia sportowe
- 1972 - 6. miejsce podczas Mistrzostw Europy w Brandenburgu (jedynki);
- 1973 - 5. miejsce podczas Mistrzostw Europy w Moskwie;
- 1973 - mistrzyni Polski (jedynki);
- 1974 - 4. miejsce podczas Mistrzostw Świata w Lucernie (w reprezentacyjnej dwójce podwójnej razem z Mieczysławą Franczyk);
- 1975 - 6. miejsce podczas Mistrzostw Świata w Nottingham (jedynki);
- 1976 - 9. miejsce podczas Igrzysk Olimpijskich w Montrealu (jedynki) - 5. miejsce w przedbiegach (3:58.09), 4. miejsce w repesażach (4:16.74) i 3. miejsce w finale B (4:26.60).